# اريك هاريس (لاعب دوري الرغبي)
اريك هاريس (بالإنجليزية: Eric Harris)‏ هو لاعب دوري الرغبي أسترالي، (ولد في توومبا في أستراليا 1910  م).